# Nocupétaro de Morelos
Nocupétaro de Morelos es una localidad del estado mexicano de Michoacán de Ocampo, cabecera del municipio de Nocupétaro.

## Toponimia
El nombre Nocupétaro se origina en voces de la lengua chichimeca y se interpreta como “lugar en el valle”.

## Historia
Fue evangelizado por "El Apóstol de la Tierra Caliente", Fray Juan Bautista Moya, en el siglo XVI. Posteriormente, en 1631,aparece registrado como partido de indios, mismo que estaba formado por cuatro pueblos, entre ellos, Carácuaro.
A fines del siglo XVIII, llega a Nocupétaro, curato de Carácuaro el Cura José María Morelos, donde permanece durante once años.
Los primeros hombres que se integraron al ejército del sur, comandado por José María Morelos, fueron de Nocupétaro, por lo que se les conoce como Héroes de Nocupétaro.
El 31 de octubre salió el primer contingente armado del Generalísimo Morelos, que salieron de Nocupétaro. El mismo año, el 3 de noviembre, José María Morelos envía una carta a su compadre Francisco Díaz Velasco al rancho de la Concepción de Nocupétaro, notificándole que había llegado a Huetamo con su regimiento, contando con los 16 indígenas armados de Nocupétaro.
En 1822, Nocupétaro contaba con 120 habitantes y conjuntamente con la Tenencia de Carácuaro fue agregado al partido de Tacámbaro.

## Geografía
Se encuentra a una distancia de 130 km de la capital del estado, aproximadamente en la ubicación 19°2′52″N 101°9′18″O / 19.04778, -101.15500, a una altitud de 650 m s. n. m.

## Demografía
Según el censo de 2020 Nocupétaro de Morelos tiene una población de 3910 habitantes lo que representa un crecimiento promedio de 1.9% anual en el período 2010-2020 sobre la base de los 3260 habitantes registrados en el censo anterior. Con una superficie de 3.084 km², al año 2020 la densidad poblacional era de 1268 hab/km². El 47.7% de la población (1867 personas) eran hombres y el 52.3% (2043 personas) eran mujeres. El 93.7% de los habitantes de Nocupétaro de Morelos profesa la religión católica, y el 0.26% se reconoce como indígena. Es por su población la 133° localidad más poblada de Michoacán.
En el año 2010, Nocupétaro de Morelos estaba clasificada como una localidad de grado muy alto de vulnerabilidad social. Persistían deficiencias de acceso a la educación (1313 personas con educación básica incompleta) y a la salud (1326 personas sin derecho a la servicios de salud).

### Población de Nocupétaro de Morelos 1900-2020[9]
| Gráfica de evolución demográfica de Nocupétaro de Morelos entre 1900 y 2020                       |
|                                                                                                   |
| Población de los censos del Instituto Nacional de Estadística y Geografía (INEGI) de 1900 a 2020. |